# Єхегіс
Єхегіс (вірм. Եղեգիս) — село в марзі Вайоц-Дзор, на півдні Вірменії. Село розташоване за 16 км на північ від міста Єхегнадзор. Село розташоване за 4 км на північний схід від села Шатін та за 2 км на південь від села Орбатех.